# Susanne Hauser (Juristin)
Susanne Hauser (* 8. Januar 1950 in Augsburg; gebürtig Susanne Hampel) ist eine deutsche Juristin und ehemalige Richterin am Bundesverwaltungsgericht.

## Leben
Die als drittes von vier Kindern geborene Hauser besuchte das neusprachliche Gymnasium der englischen Fräulein in Augsburg und legte 1970 das Abitur am neusprachlichen Gymnasium in Altötting ab. Im selben Jahr nahm sie ein Studium der Rechtswissenschaft an der Universität München auf, das sie 1975 mit dem ersten Staatsexamen abschloss. Nach Bestehen des zweiten Staatsexamens trat sie 1978 in den Staatsdienst des Freistaats Bayern ein.
Hier war sie als Richterin auf Probe beim Amtsgericht München, in der Regierung von Oberbayern und bei der Landesanwaltschaft München beschäftigt. 1979 heiratete sie Albert Hauser. 1981 wurde sie zur Beamtin auf Lebenszeit ernannt, im darauffolgenden Jahr wurde sie als Richterin auf Lebenszeit an das Bayerische Verwaltungsgericht München berufen. 1986 promovierte sie über „Die Geschichte der Fürsorgegesetzgebung in Bayern“ zum Doktor der Rechte.
Im November 1994 stieg sie zur Richterin am Bayerischen Verwaltungsgerichtshof auf. Ab 2004 war sie Richterin am Bundesverwaltungsgericht. Sie gehörte dem 8. Revisionssenat an, der vor allem mit Kommunalrecht und dem Recht zur Regelung offener Vermögensfragen befasst war. Im Juli 2014 wurde sie aufgrund einer Übertragung von Zuständigkeiten überdies dem 10. Revisionssenat zugeteilt. Ende 2014 trat sie in den Ruhestand.
Hauser hielt an der Bayerischen Verwaltungsschule und der Beamtenfachschule Vorlesungen zum Zivil-, Verwaltungs- und Verfassungsrecht.